# Taquipnea
La taquipnea (grec: "respiració ràpida") es caracteritza per una respiració ràpida.
No és idèntica a la hiperventilació, ja que la taquipnea es presenta per a obtenir un suficient intercanvi de gas del cos, per exemple després de l'exercici, cas que no és el de la hiperventilació.
La taquipnea difereix d'hiperpnea en què en la taquipnea hi ha respiracions superficials ràpides, mentre que en la hiperpnea les respiracions són profundes.
Taquipnea també pot ser un símptoma d'enverinament per monòxid de carboni en el qual l'aportació d'oxigen als teixits i òrgans està bloquejada provocant hipòxia i lesió cel·lular directa.